# 舒米亞奇區

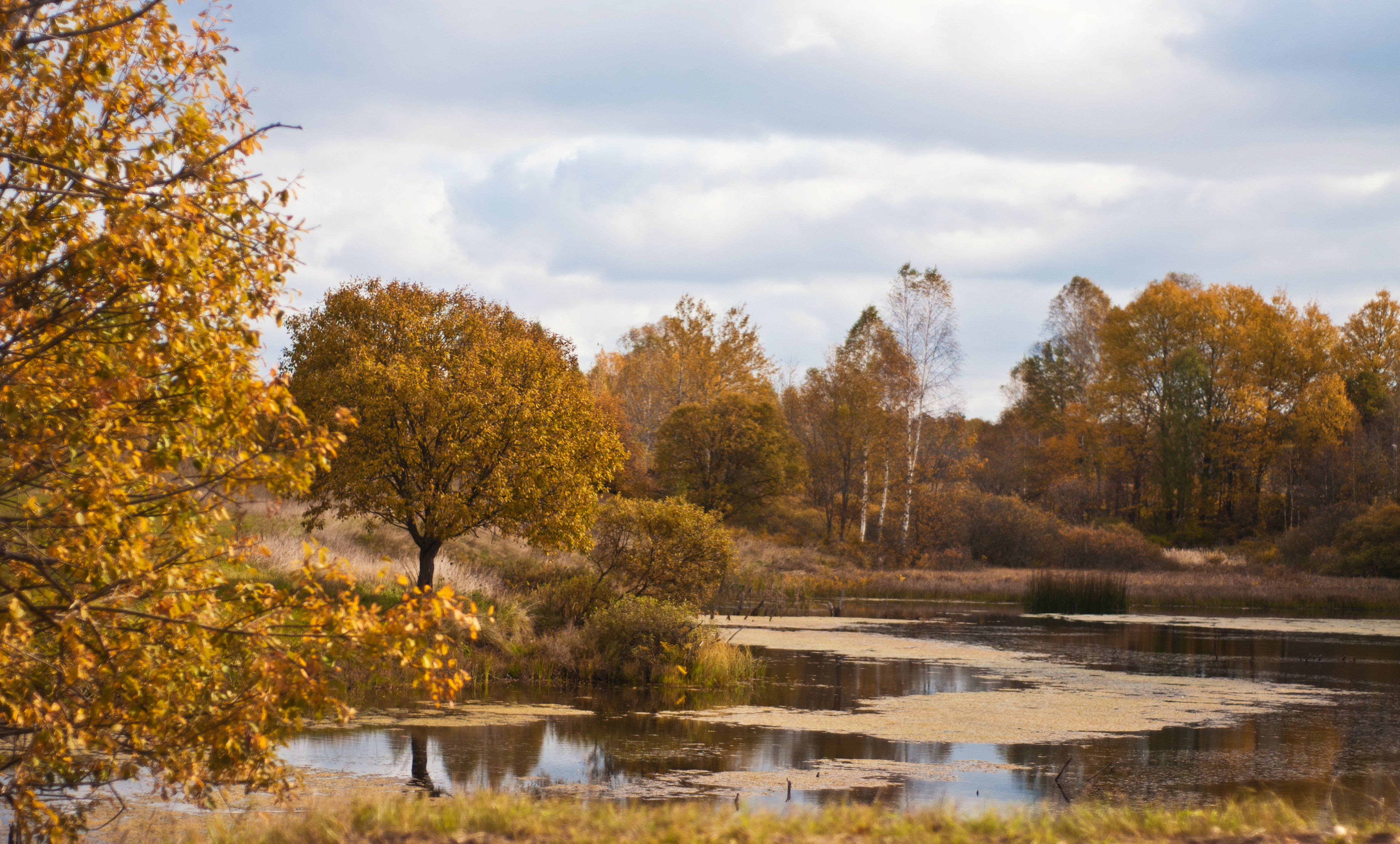

53°51′N 32°25′E / 53.850°N 32.417°E
舒米亞奇區（俄语：Шумячский райо́н）是俄羅斯的一個區，位於該國西部，由斯摩棱斯克州負責管轄，面積1,367.7平方公里，2010年人口10,713，人口密度每平方公里7.83人。